# Мідлум (Шлезвіг-Гольштейн)
Мідлум (нім. Midlum) — громада в Німеччині, розташована в землі Шлезвіг-Гольштейн. Входить до складу району Північна Фризія. Складова частина об'єднання громад Фер-Амрум.
Площа — 8,5 км2. Населення становить 440 ос. (станом на 31 грудня 2020).